# Imagination (magazine)
Pour les articles homonymes, voir Imagination (homonymie).
Imagination est un magazine américain de fantasy et de science-fiction publié à partir d'octobre 1950 par la Clark Publishing Company de Raymond A. Palmer. Le magazine est vendu presque immédiatement à Greenleaf Publishing Company, détenue par William Hamling, qui l'édite et le publie depuis le troisième numéro (février 1951), jusqu'à son arrêt en 1958, à la suite de la liquidation de son distributeur American News Company.
Le magazine a connu un certain succès malgré une politique éditoriale orientée vers le divertissement.